# Municipio de Scott (condado de Scott)
El municipio de Scott (en inglés: Scott Township) es un municipio ubicado en el condado de Scott en el estado estadounidense de Kansas. En el año 2010 tenía una población de 230 habitantes y una densidad poblacional de 1,15 personas por km².

## Geografía
El municipio de Scott se encuentra ubicado en las coordenadas 38°31′9″N 100°56′39″O / 38.51917, -100.94417. Según la Oficina del Censo de los Estados Unidos, el municipio tiene una superficie total de 200.6 km², de la cual 200,6 km² corresponden a tierra firme y (0 %) 0 km² es agua.

## Demografía
Según el censo de 2010, había 230 personas residiendo en el municipio de Scott. La densidad de población era de 1,15 hab./km². De los 230 habitantes, el municipio de Scott estaba compuesto por el 95,22 % blancos, el 0,43 % eran afroamericanos, el 4,35 % eran de otras razas. Del total de la población el 5,22 % eran hispanos o latinos de cualquier raza.